# Дхоби Гаут
Дхоби Гаут (Dhoby Ghaut) — небольшой район в Сингапуре, находящийся на восточном окончании Орчад-Роуд, вблизи одноимённой станции метро Дхоби Гаут.

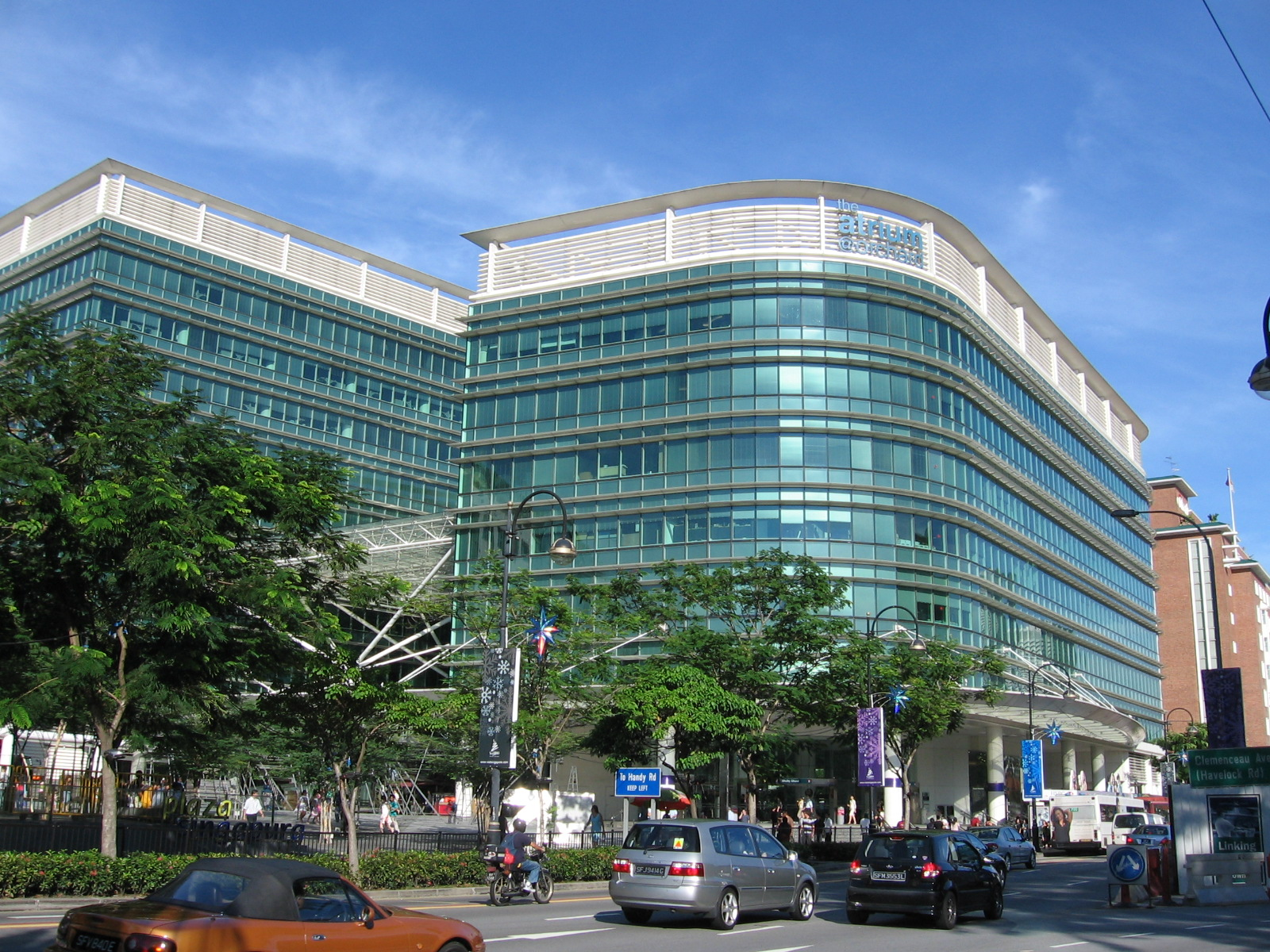
Атриум Орчад — торговый и офисный центр возле станции Дхоби Гаут

Район Дхоби Гаут получил название от слова дхоби, обозначающее индийскию касту мужчин-прачек. Дхоби стирали бельё в протекающем поблизости ручье, а сушить развешивали там, где теперь расположено здание организации YMCA. На этом же месте во время Второй мировой войны стояли бараки, в которых японские оккупанты содержали заключённых.
За зданием YMCA расположена белая пресвитерианская церковь, основанная шотландскими поселенцами в 1877 году. Во время Второй мировой войны в ней располагался продуктовый склад для японских гражданских лиц.